# Boisduvalia macrantha
Boisduvalia macrantha là một loài thực vật có hoa trong họ Anh thảo chiều. Loài này được A.Heller mô tả khoa học đầu tiên năm 1905.